# Обафемі Аволово
Обафе́мі Аволо́во (англ. Obafemi Awolowo; 6 березня 1909 — 9 травня 1987) — політичний діяч Нігерії. За етнічною належністю походить з племені йоруба.

## Біографія
Отримав юридичну освіту в Лондонському університеті (1944-46 роки). У 1940-их роках входив до нігерійської партії Рух нігерійської молоді. У 1943 році підтримав створення Нігерійського конгресу профспілок. У 1945 році брав участь в створенні в Лондоні культурної організації «Егба Омо Одудува», яка мала за ціль етнічну консолідацію йоруба (був її генеральним секретарем). На її базі утворив у 1951 році в Нігерії антиколоніальну партію Група дії.
У 1940-их роках виступив за надання регіональної автономії етнічним групам. Разом з іншим діячем Групи дії — Алваном Ікоку розробив маніфест Групи «Вперед з демократичним соціалізмом» (вересень 1960 рік). У 1952-54 роках міністр з питань місцевого управління, в 1954-59 роках прем'єр Західного району Нігерії. Після отримання 1960 року Нігерією незалежності в 1967-72 роках міністр фінансів у військовому уряді Якоба Говона. У 1978-83 роках лідер Партії нігерійської єдності.

## Вшанування пам'яті
1999 року в Нігерії була введена нова банкнота номіналом 100 найра, на якій було зображено Обафемі Аволово
2010 року стадіон «Ліберті Стедіум» у місті Ібадан було названо на честь Обафемі Аволово На церемонії була присутня вдова Обафемі, Ханна Аволово. 